# Nebahovy
Nebahovy (deutsch Nebahau) ist eine Gemeinde in Tschechien. Sie liegt fünf Kilometer östlich von Prachatice und gehört zum Okres Prachatice.

## Geographie

### Lage
Nebahovy befindet sich nordöstlich des Libín (1095 m) im Böhmerwaldvorland. Der Ort liegt auf dem Höhenzug des Nebahov zwischen den Tälern des Živný potok und des Zlátý potok.

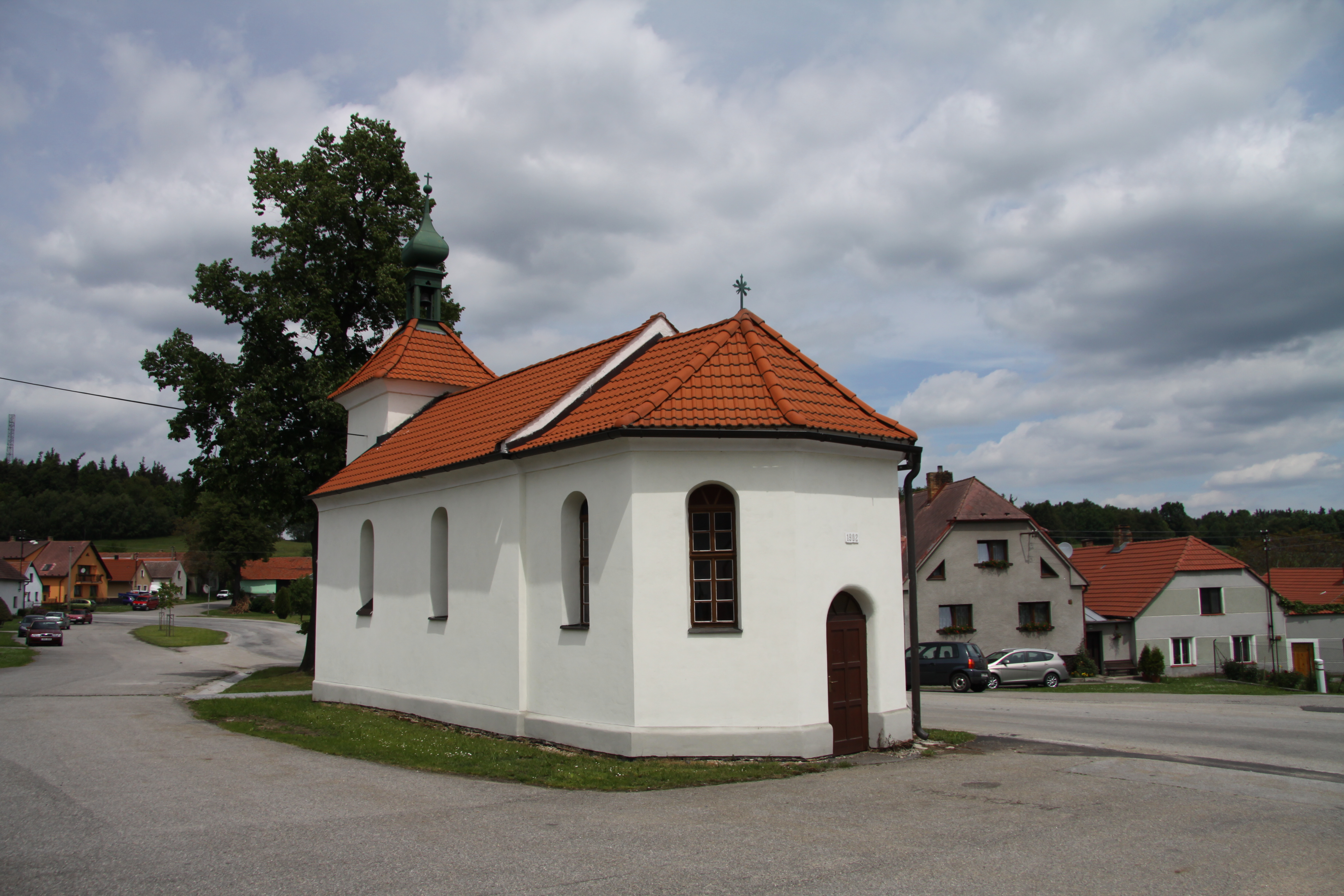

Nachbarorte sind Žernovice und Vitějovice im Norden, Vrbice im Nordosten, Kralovice und Ratiborova Lhota im Osten, Lažišťka im Südosten, Jelemek und Starý Bolech im Süden, Prachatice und Zdenice im Westen sowie Hořejší Chalupy und Dolejší Chalupy im Nordwesten.

### Gemeindegliederung
Die Gemeinde Nebahovy besteht aus den Ortsteilen Jelemek (Jelemka), Kralovice (Krallen), Lažišťka (Kleinlaschitz), Nebahovy (Nebahau) und Zdeníce (Sdenitz), die zugleich auch Katastralbezirke bilden. Zu Nebahovy gehören außerdem die Wohnplätze Kočičí Vršek, Plzel, U Forků mlýna, Starý Bolech, U Janoušků, U Študlara, U Toncarů, U Žahoura und  Vopičkovna. 

### Nachbargemeinden
| Žernovice  | Vitějovice                                  | Hracholusky |
| Prachatice | Kompassrose, die auf Nachbargemeinden zeigt | Lhenice     |
|            | Chroboly                                    | Mičovice    |

## Geschichte
Nebahovy wurde 1317 erstmals urkundlich erwähnt. 1351 kam das Dorf zur Herrschaft Bavorov und war der Helfenburg untertänig. Nach der Schlacht am Weißen Berg erhielt Charles Bonaventure de Longueval, Comte de Bucquoy, 1620 das Dorf und schlug es der Herrschaft Libějovice zu.
1839 wurde die erste Schule eingerichtet. Nach der Ablösung der Patrimonialherrschaften wurde Nebahovy zu einer selbstständigen Gemeinde und war ab 1850 dem Gerichtsbezirk Netolice zugeordnet. 1886 wurde der Ort dem Bezirksgericht im benachbarten Prachatice unterstellt und gehörte zwischen 1938 und 1945 erneut zum Gerichtsbezirk Nettolitz. Nachdem im Schuljahr 1986/87 nur noch neun Kinder die Schule besuchten, wurde sie 1987 geschlossen und die Schüler nach Prachatice umgeschult.

## Bergbau

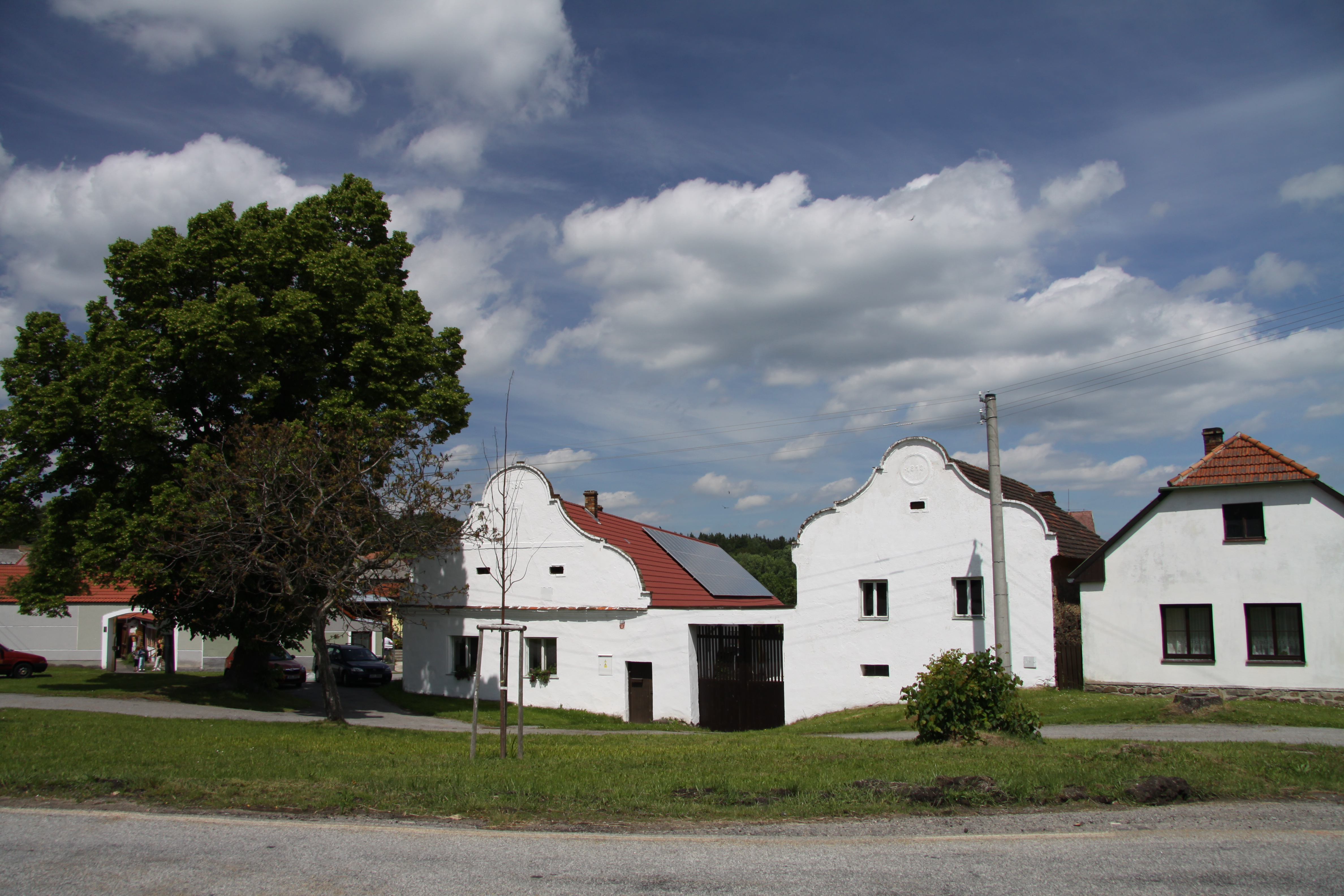

Bei Nebahovy wurde früher Graphitbergbau betrieben. Da die Graphitadern recht tief liegen, kam es jedoch zu starkem Wasserzugang und die Grube soff ab. Im September 1901 verlagerte die Kollowitzer Gewerkschaft ihren Grubenbetrieb von Kollowitz nach Nebahau und teufte zum Abbau des hier liegenden qualitativ hochwertigen Graphits einen neuen Schacht ab. Im Februar 1902 mussten die Arbeiten eingestellt werden, weil die Finanzen der Gewerkschaft erschöpft waren. Zu diesem Zeitpunkt hatte der Schacht eine Teufe von 20 m erreicht.

## Sehenswürdigkeiten
- 500-jährige Linde in Nebahovy, Naturdenkmal
- Kapelle in Nebahovy, erbaut 1902. Im Jahr 2002 wurde sie durch einen Brand beschädigt und danach wieder instand gesetzt.
- Steinerne Brücke über den Zlatý potok, erbaut zwischen dem 16. und 17. Jahrhundert.